# San Filippo Neri all'Esquilino
San Filippo Neri all’Esquilino ou Igreja de São Filipe Néri no Esquilino é uma igreja de Roma, Itália, localizada no rione Monti, na via Sforza. É dedicada a São Filipe Néri.

## História
Mariano Armellini, em 1891, descreveu assim esta igreja:
| “ | Ao lado do mosteiro das oblatas "filipinas", na via Sforza, perto da Basílica de Santa Maria Maior, está esta igrejinha dedicada a São Filipe Néri. O mosteiro nasceu de um conservatório para garotas abandonadas fundado por um homem muito piedoso que morreu em 1634 chamado Rutilio Brandi. A construção da igreja atual iniciou-se em 1827 e os altares foram consagrados em 30 de dezembro do 1829 pelo arcebispo Giacomo Sinibaldi. O cardeal Giacomo Brignole consagrou a igreja em 1842. Há três altares no interior, o maior, dedicado a São Filipe Néri. Atrás da abside está o oratório do mosteiro, que é nada mais do que a igreja antiga do conservatório [incorporada à nova]. Neste altar está uma pintura da "Natividade" | ” |
|   | — Armellini. |   |

O antigo mosteiro das "filipinas", cuja entrada principal fica na via dei Quattro Cantoni, é hoje a sede de um dos escritórios da Agenzia delle Dogane ("aduanas") de Roma e a igreja é uma igreja subsidiária da paróquia da basílica San Martino ai Monti.

## Galeria

Imagens da igreja
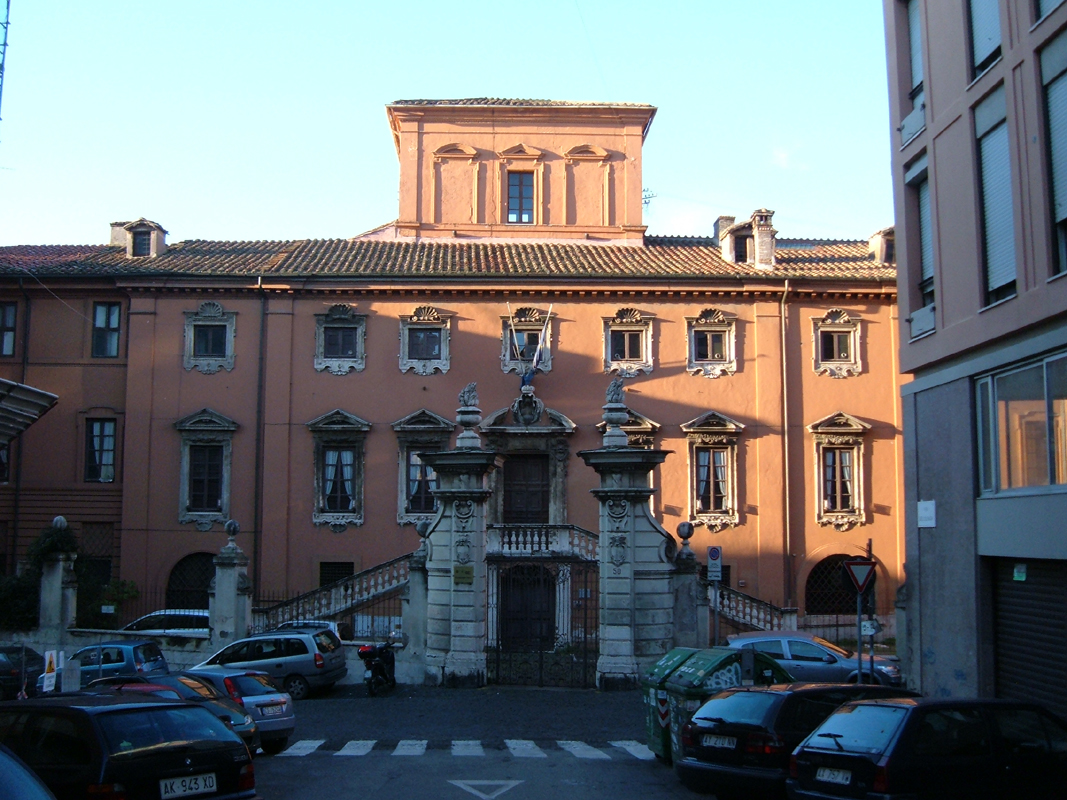
Antigo mosteiro de São Filipe, atualmente um escritório da agência aduaneira da cidade.